# Schottische Eishockeyauswahl
Die Eishockeyauswahl Schottlands war eine Auswahl schottischer Spieler, die von Scottish Ice Hockey bestimmt wurden, um das Land auf internationaler Ebene zu repräsentieren. 

## Geschichte
Die schottische Landesauswahl wurde 1909 gegründet. Sie beschränkte sich bislang überwiegend auf Spiele gegen die englische Auswahlmannschaft, auf die man zuletzt 1993 traf. Die schottische Mannschaft traf jedoch auch schon auf die Nationalmannschaften Belgiens und Spaniens. England und Schottland haben eigene Landesverbände, jedoch unterstehen diese Ice Hockey UK, das mit der britischen Nationalmannschaft eine gemeinsame Nationalmannschaft für das Vereinigte Königreich aufstellt.